# Tournoi des Cinq Nations 1923
Navigation
Tournoi 1922 Tournoi 1924
Le Tournoi des Cinq Nations 1923, joué du 20 janvier au 14 avril 1923, a été remporté par l'Angleterre avec son quatrième Grand Chelem.

## Classement
L’Angleterre victorieuse a les meilleures attaque, défense et différence de points.
| Rang | Nations            | J | V | N | D | PP | PC  | Δ   | Pts |
| ---- | ------------------ | - | - | - | - | -- | --- | --- | --- |
| 1    | Angleterre         | 4 | 4 | 0 | 0 | 50 | -17 | +33 | 8   |
| 2    | Écosse             | 4 | 3 | 0 | 1 | 46 | -22 | +24 | 6   |
| 3    | Pays de Galles (T) | 4 | 1 | 0 | 3 | 31 | -31 | 0   | 2   |
| 3    | France             | 4 | 1 | 0 | 3 | 28 | -52 | -24 | 2   |
| 3    | Irlande            | 4 | 1 | 0 | 3 | 21 | -54 | -33 | 2   |

- Attribution des points de classement (Pts) : 2 points pour une victoire 1 point en cas de match nul rien pour une défaite.

## Résultats
Le Tournoi 1923 se déroule sur huit dates et se tient dans sept villes :
| 20 janvier 1923, Édimbourg | Écosse         | 16 - 3  | France         |
| 20 janvier 1923, Londres   | Angleterre     | 07 - 3  | Pays de Galles |
| 3 février 1923, Cardiff    | Pays de Galles | 08 - 11 | Écosse         |
| 10 février 1923, Leicester | Angleterre     | 23 - 5  | Irlande        |
| 24 février 1923, Swansea   | Pays de Galles | 16 - 8  | France         |
| 24 février 1923, Dublin    | Irlande        | 03 - 13 | Écosse         |
| 10 mars 1923, Dublin       | Irlande        | 05 - 4  | Pays de Galles |
| 17 mars 1923, Édimbourg    | Écosse         | 06 - 8  | Angleterre     |
| 2 avril 1923, Colombes     | France         | 03 - 12 | Angleterre     |
| 14 avril 1923, Colombes    | France         | 14 - 8  | Irlande        |